# 김태연 (농구 선수)
김태연(1996년 5월 23일 ~ , 개명 전 이름: 김연희)는 대한민국의 농구 선수이다. 한국여자프로농구 인천 신한은행 에스버드 소속으로 포지션은 센터이다.

## 경력
농구부가 있는 선일여자중학교에 입학하면서 농구를 시작하였다. 선일여자고등학교 3학년이던 2014년 11월에 열린 2015 WKBL 신입선수 선발회에서 1라운드 4순위로 인천 신한은행 에스버드에 지명되었다.
2020년 6월 21일에 열린 WKBL 3x3 트리플잼 우리은행과의 경기에서 오른쪽 무릎 십자인대가 파열되는 부상을 당하였다. 이로 인하여 2020-21 시즌을 뛰지 못하게 되었다.